# Olympiade d'échecs de 1928

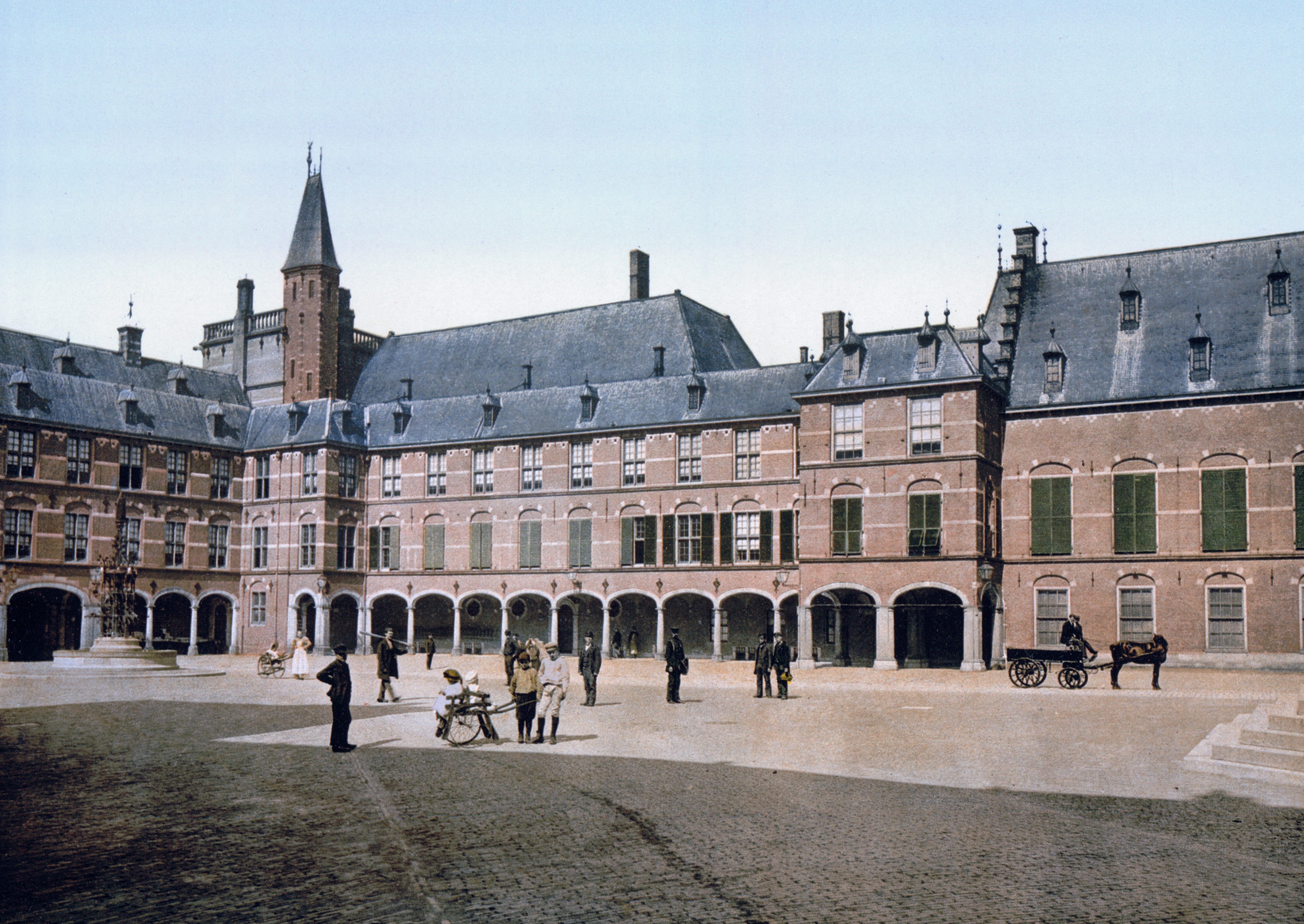
La Haye (Pays-Bas) - Binnenhof

L'Olympiade d'échecs de 1928 est une compétition internationale d'échecs par équipes nationales organisée par la Fédération internationale des échecs. Les pays s'affrontent sur 4 échiquiers. 
Cette deuxième olympiade d'échecs s'est déroulée du 21 juillet au 6 août à La Haye en marge des Jeux olympiques d'été qui se tenaient à Amsterdam. 
Les points n'étaient pas attribués au regard des résultats des matches inter-nations, mais en fonction des résultats individuels sur chaque échiquier (un point par partie gagnée, un demi-point pour une nulle, zéro point pour une défaite).

## Tournoi masculin

### Contexte
Cette Olympiade réunit 17 nations.
La compétition se déroule en poule unique, toutes rondes.
La FIDE décide de réserver cette compétition aux seuls joueurs amateurs, mais laisse à chaque fédération le soin de définir leur propre statut d'amateur. Ceci entraîne des conflits, et les Britanniques, suspectant les Américains d'envoyer des joueurs professionnels, se retirent de la compétition. Au début du tournoi, la FIDE revient sur sa position et permet aux joueurs présents de prendre part au tournoi. Malheureusement, beaucoup de fédérations avaient déjà envoyé leurs représentants, en se privant des professionnels. De plus, un tournoi individuel était organisé parallèlement (gagné par Euwe), empêchant quelques bons amateurs de figurer dans la compétition par pays.
C'est l'unique olympiade d'échecs réservée théoriquement aux seuls amateurs.

### Résultats
| Classement final |            |      |
| 1er              | Hongrie    | 44   |
| 2e               | États-Unis | 39,5 |
| 3e               | Pologne    | 37   |
| 4e               | Autriche   | 36,5 |
| 5e               | Danemark   | 34   |

La France se classe 11e avec 31 points.
Les États-Unis et l'Argentine sont les seules nations non-européennes.

### Participants individuels
- Pour la Hongrie : G. Nagy, Endre Steiner, A. Vajda, K. Havasi.
- Pour les États-Unis : I. Kashdan, Herman Steiner, Factor, Tholfsen, Hanauer.
- Pour la Pologne : Maraczyk, P. Frydman, Regedzinski, Chwojnik, Blass.
- Pour la France : L. Betbeder, M. Duchamp, A. Muffang, R. Crépeaux, Gaudin, Dresga.

À noter que la Hongrie n'a pas de suppléant, les quatre ressortissants jouant donc la totalité des rondes. Le célèbre peintre Marcel Duchamp participe dans l'équipe de France à cette olympiade, ainsi qu'aux trois suivantes.